# Scoliacma aroa
Scoliacma aroa är en fjärilsart som beskrevs av George Thomas Bethune-Baker 1904. Scoliacma aroa ingår i släktet Scoliacma och familjen björnspinnare. Inga underarter finns listade.